# Santuario Heian
Il santuario Heian (平安神宮?, Heian Jingū) è un santuario shintoista (jinja) situato nel quartiere Sakyō-ku di Kyōto, in Giappone. Il Santuario è classificato come Beppyō Jinja  (別表神社)  (il rango più alto per i santuari) dalla Association of Shinto Shrines. È elencato come un bene culturale importante del Giappone.

## Storia

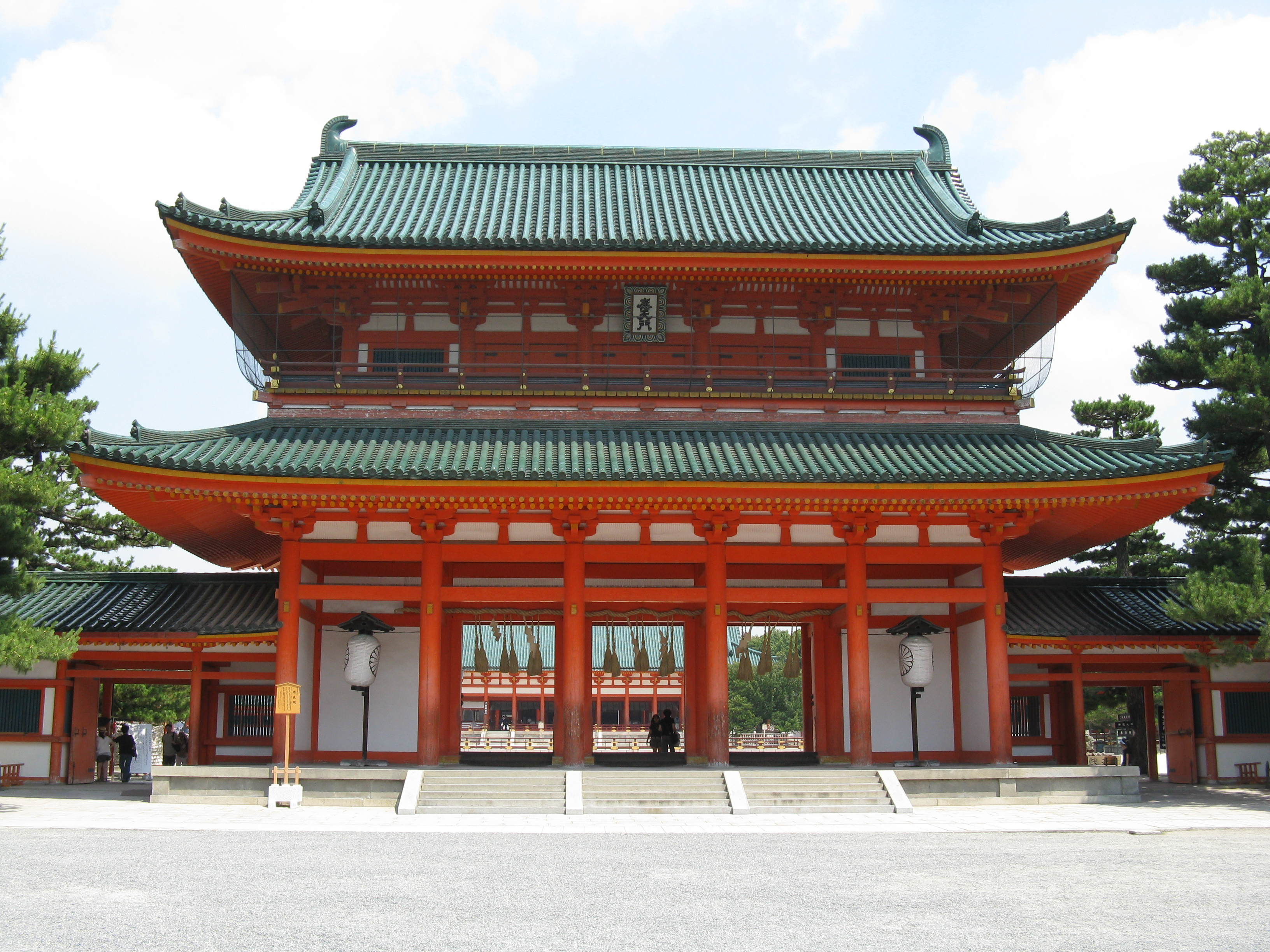
Cancello principale (Ōtenmon)

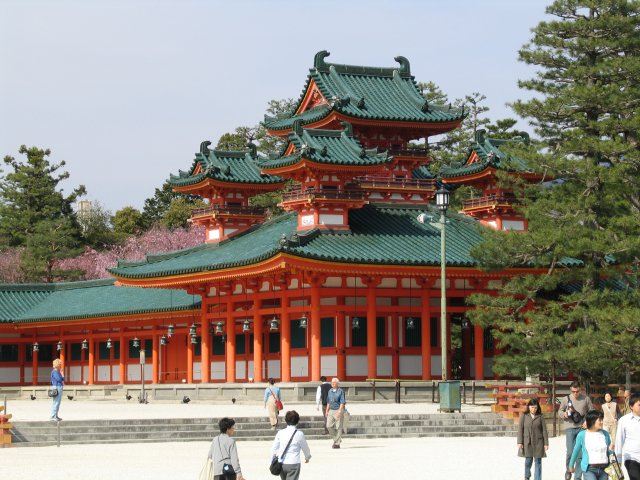
Castello nell'angolo (Sōryūrō)

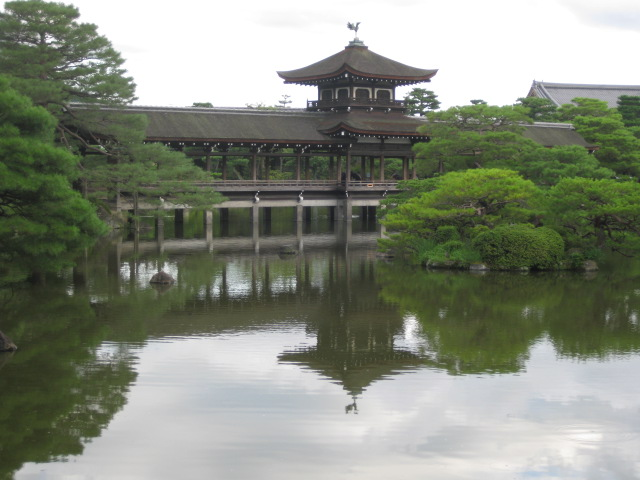
Lago al santuario Heian

Nel 1895, in occasione del 1100º anniversario della costituzione di Heian-kyō (il precedente nome di Kyoto), venne pianificata la costruzione di una riproduzione parziale del palazzo Heian di Heian-kyō. La fiera di esposizione industriale (un'esposizione di sviluppo di culture giapponesi e straniere) si tenne a Kyōto quell'anno e questa replica doveva essere il monumento principale. Tuttavia, mancando l'acquisto di un terreno sufficientemente grande per ospitare la costruzione, l'edificio fu costruito a Okazaki con scala 5/8 dell'originale. Il santuario venne costruito su progetto dell'architetto Itō Chūta.
Dopo l'esposizione, l'edificio è stato mantenuto ed è diventato un santuario dedicato alla memoria del 50º imperatore, l'imperatore Kanmu, che era sovrano quando Heian-kyō divenne la capitale. Nel 1940, l'imperatore Kōmei, l'ultimo imperatore a risiedere a Kyoto, venne aggiunto alla lista dei destinatari del santuario.
Nel 1976, il Santuario fu incendiato e nove edifici, incluso l'honden, o santuario principale, vennero distrutti dalle fiamme. Tre anni dopo gli edifici bruciati furono ricostruiti con i soldi raccolti da donazioni pubbliche.

## Architettura
L'architettura riprende quella del Chōdōin (il palazzo dell'imperatore nelle epoche precedenti) in scala 5/8 (in lunghezza). Il grande cancello d'ingresso rosso è una riproduzione dell'Outenmon del Chōdōin. L'architettura del palazzo principale rispecchia lo stile e le caratteristiche del Palazzo imperiale di Kyōto, lo stile dell'XI-XII secolo (tardo periodo Heian). Il torii del Santuario è uno dei più grandi in Giappone.

## Il giardino
Il giardino in stile giapponese occupa circa la metà dell'area (circa 33060 m2). Il famoso giardiniere Ogawa Jihei VII, noto anche come Ueji, si è dedicato alla cura del giardino per un periodo di 20 anni. L'acqua utilizzata negli stagni proviene dal Lake Biwa Canal. Specie altrimenti rare in Giappone come l'Acheilognathus cyanostigma, la tartaruga palustre gialla e la tartaruga palustre del Giappone vivono intorno agli stagni. I visitatori possono nutrire i pesci e le tartarughe con il cibo venduto attorno agli stagni.

## Festività e festival
Le feste annuali celebrano la memoria dell'imperatore Kōmei (fine gennaio) e dell'imperatore Kanmu (inizio aprile).
Il 22 ottobre il santuario ospita il Jidai Matsuri, che è uno dei festival più importanti di Kyoto. La processione di questo festival parte dal vecchio palazzo imperiale e consiste nel trasporto tramite mikoshi (santuari portatili) degli imperatori Kanmu e Kōmei fino al santuario.
Il santuario è utilizzato anche per matrimoni tradizionali giapponesi e concerti. È raro che un concerto moderno si svolga in un sito storico come il santuario, ma la fusione tra la moderna e la vecchia cultura di Kyoto è diventata una tendenza.

## Intorno al santuario
Adiacente al santuario si trova l'Okazaki Park, dove i visitatori possono conoscere la cultura. Il santuario è circondato dalla Kyoto Public Library, dal Kyoto Municipal Museum of Art, dal National Museum of Modern Art, Kyoto, dal Kyoto Kaikan e dallo Zoo di Kyoto.

## La stazione ferroviaria più vicina
- Stazione di Jingū-Marutamachi - ■ Ferrovie Keihan Linea Keihan Ōtō
- Stazione di Higashiyama - Metropolitana di Kyōto Linea Tōzai (T10)